# 喜多村麻衣
喜多村 麻衣（きたむら まい、1984年12月25日 - ）は、日本のAV女優。

## 略歴
- 2005年に『Premiere』（クリスタル映像）でAVデビュー。

## 作品

### アダルトビデオ
2005年
- Premiere（8月26日、クリスタル映像）
- 魅惑のキラキラ（9月30日、クリスタル映像）
- PRIVATE（10月28日、クリスタル映像）
- コスプレ召使い（11月25日、クリスタル映像）
- 喜多村麻衣の ねぇ、Hしよっ★（12月23日、クリスタル映像）

2006年
- あげちゃう家庭教師（1月27日、クリスタル映像）
- 飼育してね（2月24日、クリスタル映像）
- feel（3月31日、クリスタル映像）
- M女志願（4月28日、クリスタル映像）
- 保健教師（5月19日、GLAY'z）
- 生中出し（6月23日、GLAY'z）

2007年
- 小春の潮吹き講座（2月2日、GLAY'z）共演:小春
- IPキャバクラへようこそ 2（5月1日、アイデアポケット）共演:nao.、原千尋、宝月ひかる、滝沢優奈、MIMI、相戸愛
- 黒人 中出し20連発 喜多村麻衣（6月7日、アイエナジー）
- FELLATIO FESTIVAL 6（8月1日、アイデアポケット）他出演:今野梨乃、ほしのみゆ、姫川りな、美咲沙耶、秋菜楓、姫野杏、大沢佑香、仲村もも、滝沢優奈 他5人
- 新任女教師 中出し20連発 喜多村麻衣（8月16日、アイエナジー）
- イカセッぱっ! 犠牲者（10月5日、GLAY'z）

2008年
- エロ盛りMAX!! 高級ソープ嬢VS極上ヘルス嬢 180分（1月18日、GLAY'z）他出演:長谷川なあみ、ほしのみゆ、滝沢優奈、高瀬七海

### イメージビデオ
- ヴァーチャル×××「喜多村麻衣」高級マゾ・チャンネル いぢめて!（2007年11月1日、BNS）